# Arbetsgivaravgifter i Sverige
Arbetsgivaravgifter betalas i Sverige från arbetsgivare till staten, beräknad som en procentuell avgift på den totala lönesumman för de anställda. Arbetsgivaravgifternas olika delar utgörs delvis av specificerade avgifter till olika delar av socialförsäkringssystemet, och betalas som ett totalbelopp till Skatteverket.
I den allmänpolitiska debatten blandas ofta begreppen skatt, arbetsgivaravgift och egenavgift ihop utan att innebörden i orden förklaras. Trots namnet har arbetsgivaravgifterna inslag av skatt. Allmän löneavgift, som uppgår till nästan en tredjedel av den sammanlagda avgiften, finansierar inte socialförsäkringssystemet, är därför inte en socialavgift och betalas inte av alla bolag. Vissa anser att arbetsgivaravgifterna helt är att betrakta som en skatt eftersom de är obligatoriska, inkomsterna redovisas under rubriken "indirekta skatter" i statsbudgeten och kopplingarna till socialförsäkringarna är svaga. Till exempel ålderspensionsavgiften till allmänna pensionssystemet där den anställde bara får tillgodoräkna sig inbetalning för lönedelen upp till 8,07 basbelopp trots att arbetsgivaren betalar 10,21% på hela lönen.
Även om det är arbetsgivaren som administrerar inbetalningen innebär inte det att det är arbetsgivaren som bär kostnaden för den; detta avgörs av anpassningarna i ekonomin. Kostnaden för avgiften vältras i varierande grad över på löntagarna i form av uteblivet löneutrymme. Om man betraktar arbetsgivaravgiften som en del av arbetskraftskostnaderna gör det ingen reell skillnad om det är arbetstagaren eller arbetsgivaren som administrerar inbetalningen.
Till skillnad från många andra skatter och avgifter som administreras av Skatteverket redovisas inte arbetsgivaravgiften på slutskattebeskedet. Många arbetsgivare redovisar inte hur stor del av lönen som går till arbetsgivaravgift heller på lönespecifikationer. Detta leder till att den allmänna kunskapen om hur stor del av lönen som betalas i arbetsgivaravgift är låg, trots att beloppet för de flesta arbetstagarna är större än beloppet som betalas i kommunal inkomstskatt.
Numera finns möjligheten i många lönesystem att redovisa arbetsgivaravgiften utan extra kostnad eller större administrativt arbete.
Arbetsgivaravgiften brukar i budgeteringssammanhang ingå i det som kallas lönekostnadspåslag (LKP), som också kan innefatta avtalsenliga kostnader för arbetsgivaren, bland annat avsättningar enligt pensionsavtal.

## Aktuella arbetsgivaravgifter
För inkomståret 2020 omfattar arbetsgivaravgiften 31,42 procent av utbetalda löner och förmåner. Tabellen visar sammansättningen av avgifterna 2000, 2004–2020:
|                            | Avgiftsnivå för år | Avgiftsnivå för år | Avgiftsnivå för år | Avgiftsnivå för år | Avgiftsnivå för år | Avgiftsnivå för år | Avgiftsnivå för år | Avgiftsnivå för år | Avgiftsnivå för år | Avgiftsnivå för år | Avgiftsnivå för år | Avgiftsnivå för år | Avgiftsnivå för år | Avgiftsnivå för år | Avgiftsnivå för år | Avgiftsnivå för år | Avgiftsnivå för år | Avgiftsnivå för år |
| Avgift                     | 2000               | 2004               | 2005               | 2006               | 2007               | 2009               | 2008               | 2010               | 2011               | 2012               | 2013               | 2014               | 2015               | 2016               | 2017               | 2018               | 2019               | 2020               |
| -------------------------- | ------------------ | ------------------ | ------------------ | ------------------ | ------------------ | ------------------ | ------------------ | ------------------ | ------------------ | ------------------ | ------------------ | ------------------ | ------------------ | ------------------ | ------------------ | ------------------ | ------------------ | ------------------ |
| Ålderspensionsavgift       | 10,21 %            | 10,21 %            | 10,21 %            | 10,21 %            | 10,21 %            | 10,21 %            | 10,21 %            | 10,21 %            | 10,21 %            | 10,21 %            | 10,21 %            | 10,21 %            | 10,21 %            | 10,21 %            | 10,21 %            | 10,21 %            | 10,21 %            | 10,21 %            |
| Efterlevandepensionsavgift | 1,70 %             | 1,70 %             | 1,70 %             | 1,70 %             | 1,70 %             | 1,70 %             | 1,70 %             | 1,70 %             | 1,17 %             | 1,17 %             | 1,17 %             | 1,17 %             | 1,17 %             | 1,17 %             | 0,70 %             | 0,70 %             | 0,60 %             | 0,60 %             |
| Sjukförsäkringsavgift      | 8,80 %             | 11,08 %            | 10,15 %            | 8,64 %             | 8,78 %             | 6,71 %             | 7,71 %             | 5,95 %             | 5,02 %             | 5,02 %             | 4,35 %             | 4,35 %             | 4,35 %             | 4,85 %             | 4,35 %             | 4,35 %             | 3,55 %             | 3,55 %             |
| Föräldraförsäkringsavgift  | 2,20 %             | 2,20 %             | 2,20 %             | 2,20 %             | 2,20 %             | 2,20 %             | 2,20 %             | 2,20 %             | 2,20 %             | 2,60 %             | 2,60 %             | 2,60 %             | 2,60 %             | 2,60 %             | 2,60 %             | 2,60 %             | 2,60 %             | 2,60 %             |
| Arbetsskadeavgift          | 1,40 %             | 0,68 %             | 0,68 %             | 0,68 %             | 0,68 %             | 0,68 %             | 0,68 %             | 0,68 %             | 0,68 %             | 0,30 %             | 0,30 %             | 0,30 %             | 0,30 %             | 0,30 %             | 0,20 %             | 0,20 %             | 0,20 %             | 0,20 %             |
| Arbetsmarknadsavgift       | 5,80 %             | 3,70 %             | 4,45 %             | 4,45 %             | 4,45 %             | 2,43 %             | 2,43 %             | 4,65 %             | 2,91 %             | 2,91 %             | 2,91 %             | 2,91 %             | 2,64 %             | 2,64 %             | 2,64 %             | 2,64 %             | 2,64 %             | 2,64 %             |
| Allmän löneavgift          | 2,70 %             | 3,13 %             | 3,07 %             | 4,40 %             | 4,40 %             | 7,49 %             | 7,49 %             | 6,03 %             | 9,23 %             | 9,21 %             | 9,88 %             | 9,88 %             | 10,15 %            | 9,65 %             | 10,72 %            | 10,72 %            | 11,62 %            | 11,62 %            |
| Totalt                     | 32,80 %            | 32,70 %            | 32,46 %            | 32,28 %            | 32,42 %            | 31,42 %            | 32,42 %            | 31,42 %            | 31,42 %            | 31,42 %            | 31,42 %            | 31,42 %            | 31,42 %            | 31,42 %            | 31,42 %            | 31,42 %            | 31,42 %            | 31,42 %            |

### Undantag
Undantag för år 2020:
- Arbetsgivare kan begära nedsättning av arbetsgivaravgifterna för maximalt 30 av sina anställda för utbetalningar som görs under 1 mars till och med 30 juni 2020. Nedsättningen innebär att endast ålderspensionsavgift (10,21 procent) på ersättning upp till 25 000 kronor per betalningsmottagare och månad ska betalas.[18]

Undantag för år 2017:
- För anställda som är födda 1937 eller tidigare betalar arbetsgivaren särskild löneskatt på 6,15 %.
- För anställda som är födda 1938–1951 betalar arbetsgivaren särskild löneskatt på 16,36 %.

Undantag för år 2016:
- För anställda som är födda 1937 eller tidigare betalar arbetsgivaren särskild löneskatt på 6,15 %.
- För anställda som är födda 1938–1950 betalar arbetsgivaren särskild löneskatt på 16,36 %.
- För anställda som är födda 1991 eller senare gäller olika arbetsgivaravgifter i januari-maj 2016 respektive från juni 2016. Under perioden januari-maj 2016 gäller en reducerad arbetsgivaravgift om 25,46 %, och därefter ordinarie arbetsgivaravgift om 31,42 %.[17]

## Avgifternas utveckling
De lagstadgade arbetsgivaravgifternas storlek ökade snabbt i Sverige under 1960- och 1970-talen, från cirka 3,5 procent 1960 till 11,9 procent 1970 och 32,5 procent 1980. Den högsta nivån nåddes år 1990, med 39,0 procent. 1993 hade nivån sänkts till 31,0 procent, och därefter har förändringarna i den totala nivån under perioden 1994-2010 varit relativt små. Dock har flera omfördelningar av avgiftsnivåerna inom totalbeloppet genomförts, och lättnader för vissa kategorier av anställda har periodvis funnits av arbetsmarknadspolitiska skäl.
Under de senaste åren har följande nivåer gällt för den ordinarie arbetsgivaravgiften:
| Inkomstår | Arbetsgivaravgifter |
| --------- | ------------------- |
| 2007      | 32,42 %             |
| 2008      | 32,42 %             |
| 2009      | 31,42 %             |
| 2010      | 31,42 %             |
| 2011      | 31,42 %             |
| 2012      | 31,42 %             |
| 2013      | 31,42 %             |
| 2014      | 31,42 %             |
| 2015      | 31,42 %             |
| 2016      | 31,42 %             |
| 2017      | 31,42 %             |
| 2018      | 31,42 %             |
| 2019      | 31,42 %             |
| 2020      | 31,42 %             |

### Ungdomsarbetsgivaravgift
Under perioden 2007 till maj 2016 tillämpades en lägre arbetsgivaravgift för ungdomar. Den lägre avgiften infördes av regeringen Reinfeldt i syfte att minska ungdomsarbetslösheten och avskaffades av regeringen Löfven som inte ansåg den effektiv.

## Andra sociala avgifter
Utöver den lagstadgade arbetsgivaravgiften, som tas ut som en skatt av svenska staten, betalar de flesta arbetsgivare någon form av avtalsförsäkring och avtalspension till följd av överenskomna kollektivavtal mellan arbetsgivarens parter. Totalt brukar dessa skatter och avgifter betecknas sociala avgifter.
För privatanställda gäller följande ungefärliga nivåer under 2024:
| Avgift                           | Arbetare 2024 vid lön ≤ 557 250/år | Tjänstemän 2024 ITP 1 vid lön ≤ 47 625/mån | Tjänstemän 2024 ITP 2 |
| -------------------------------- | ---------------------------------- | ------------------------------------------ | --------------------- |
| Arbetsgivaravgifter              | 31,42 %                            | 31,42 %                                    | 31,42 %               |
| Avtalsförsäkringar               | 0,41 %                             | 0,87 %                                     | 0,67 %                |
| Avtalspension                    | 4,38 %                             | 4,50 %                                     | 11,78 %               |
| Löneskatter på pensionskostnader | 1,10 %                             | 1,13 %                                     | 2,86 %                |
| Totala sociala avgifter          | 37,31 %                            | 37,92 %                                    | 46,73 %               |

De olika avgiftsnivåerna mellan arbetare och tjänstemän beror på olika utformning av kollektivavtalen. För information om ITP 1 och ITP 2, se ITP.